# Казіс Бінкіс
Казіс Бінкіс (лит. Kazys Binkis 16 листопада 1893, с. Гудяляй, Папільська волость — 27 квітня 1942, Каунас, Литва) — литовський поет, драматург, перекладач, лідер авангардистського угруповання «Чотири вітри». 

## Життєпис
Народився в с. Гудяляй, Папільської волості в Литві. Навчався в початковій школі в Папілісі (закінчив в 1908), в чотирикласній школі в Біржаї (1908 — 1910), в сільськогосподарському училищі в Білорусі (залишив за браком коштів). 
З 1912 жив у Вільно, готуючись до іспитів на атестат зрілості. Був особистим секретарем поета Ґіра Людаса. У 1914 повернувся на батьківщину. Закінчивши в 1915 у Вільнюсі вчительські курси, служив учителем в Папілісі. У 1918 — 1919 брав участь в діяльності лівих есерів у Біржайському повіті. Після того, як польські частини зайняли Вільнюс і Віленський край, вступив добровольцем до полку Залізного Вовка. 
У 1920 — 1923 в Берлінському університеті слухав лекції з літератури і філософії. Познайомився з авангардистськими течіями і після повернення до Литви об'єднав молодих письменників і художників в угруповання футуристичної орієнтації «Чотири вітри» (Юозас Жлабіс-Жянге, Саліс Шемеріс, Пятрас Таруліс ). 
У роки війни в 1939 — 1944 родина Бінкіса врятувала безліч євреїв, за що 26 грудня 1988 ізраїльський Інститут Катастрофи і героїзму Яд Вашем посмертно удостоїв Казіса звання праведника світу. Помер від туберкульозу в 1942. 

## Літературна діяльність
З 1909 почав друкувати прозові сценки в газеті «Вільтіс» ( „Viltis“, «Надія»), вірші почав публікувати в 1913. Мотиви першої книги «Вірші» ( „Eilėraščiai“, 1920) — природа Литви, сільське життя і юнацьке кохання. 
Книга «100 весен» ( „100 pavasarių“, 1923; друге видання 1926) ознаменувала поворот в авангардизмі. 
Автор п'єси «Поросль» ( „Atžalynas“, 1938) з життя учнівської молоді та антивоєнної драми «Генеральна репетиція» ( „Generalinė repeticija“, 1940, вид. 1958). 
Автор віршів для дітей і віршованих сатиричних та гумористичних фейлетонів. Укладач антологій литовської народної пісні, литовської поезії „Vainikai. Naujesniosios poezijos antologija“, „Vainikai. Naujesniosios poezijos antologija“ (1921), „Antrieji vainikai“ (1936). Писав також біографічні нариси про президента Антанаса Смятону (1934), про єпископа Мотеюса Валанчуса (1935), також історико-просвітницьку книжку про Вітовта Великого (1930). Співпрацював з журналом сатири і гумору «Спактіва» („Spaktyva“,1924 — 1934) під редакцією Пранаса Будвітіса. 
Користувався псевдонімами K. Alijošius, K. Papilietis, Kazys, Kazys Roviejietis, Nedarbininkas, Neklaipėdietis, Nelatvis, Nepartyvis, Ras Desta, Riza Chanas і багатьма іншими. 

## Перекладацька діяльність
У його переказах литовською мовою друкувалися також роман «Давид Копперфільд» Чарльза Діккенса, Казки Р. Кіплінга, вірші для дітей. 

## Видання
- Rinktinė. Vilnius, 1955
- Poezija. Vilnius, 1963
- Generalinė repeticija. Vilnius, 1965.
- Raštai: septyni tomai («Твори: 7 томів»; sudarė, įvadą ir paaiškinimus parašė Adolfas Juršėnas). Vilnius: Pradai, 1999 — видання триває.
- Poezija / parengė Agnė Iešmantaitė. Vilnius: Žaltvykslė, [2005] (Vilnius: Sapnų sala). 86, [1] p. (Mokinio skaitiniai). Tir. Тисячі egz. ISBN 9986-06-067-2.

## Переклади
Вірші Казіса Бінкіса переведені вірменською, латиською, німецькою, польською та ін. мовами.  